# Мацута Володимир Михайлович
Володимир Михайлович Мацута (нар. 2 квітня 1975, Чернігів) — український футболіст та футзаліст.

## Кар'єра
Розпочав грати у футбол в чернігівських аматорських клубах «Чексил» та «Домобудівник», з останнім став володарем Кубка України серед аматорів 1996/97.
На початку 1999 року перейшов до чернігівської «Десни», де до кінця сезону 1998/99 провів 18 матчів у Першій лізі, але команда посіла передостаннє 19 місце і вилетіла до Другої ліги, де у першій половині наступного сезону Мацута зіграв ще у 13 іграх, а потім перейшов до «Рігонди» (Біла Церква), де провів ще 3 матчі у Другій лізі до кінця сезону.
У 2001—2003 роках грав за «Факел» (Варва), де провів 27 матчів і забив 6 голів у аматорському чемпіонаті України, а також виграв двічі поспіль у 2001 та 2002 роках чемпіонат Чернігівської області.
У 2004 році Мацута провів 8 матчів у аматорському чемпіонаті України за «Ніжин», а потім виступав у чемпіонаті Чернігівської області за «Полісся» (Добрянка), після чого повернувся до «Ніжина».
На початку 2008 року Мацута перейшов до «Десни-2», з якою став виступати у аматорському чемпіонаті, зігравши 8 ігор, після чого команда була заявлена на сезон 2008/09 у Другу лігу. Там до кінця року Володимир зіграв 14 ігор, після чого команда припинила своє існування. Загалом за кар'єру на професіональному рівні зіграв 50 ігор: 18 — у Першій лізі, 30 — у Другій лізі і 2 — у Кубку України.
У 2009 році перейшов у «Єдність-2» з села Плиски, де за три сезони зіграв 25 матчів у аматорському чемпіонаті України, а завершив кар'єру у аматорському клубі ЛКТ, що представляв спочатку Чернігів, а потім Славутич.
Також Мацута виступав за футзальні команди «Фортуна-Чексил» та «Енергія» (Чернігів) у Першій лізі України з футзалу.
Після завершення ігрової кар'єри став тренером СДЮСШОР «Десна».

## Особисте життя
У березні 2022 року під час боїв за Чернігів російські війська знищили будинок тренера. У червні 2022 року інші колишні футболісти «Десни» Артем Падун, Валентин Круковець, Володимир Чуланов та Олександр Бабор організували благодійний турнір на Стадіоні імені Гагаріна в Чернігові благодійний турнір, на якому зібали кошти для відновлення будинку Мацути.